# Jazzflöte

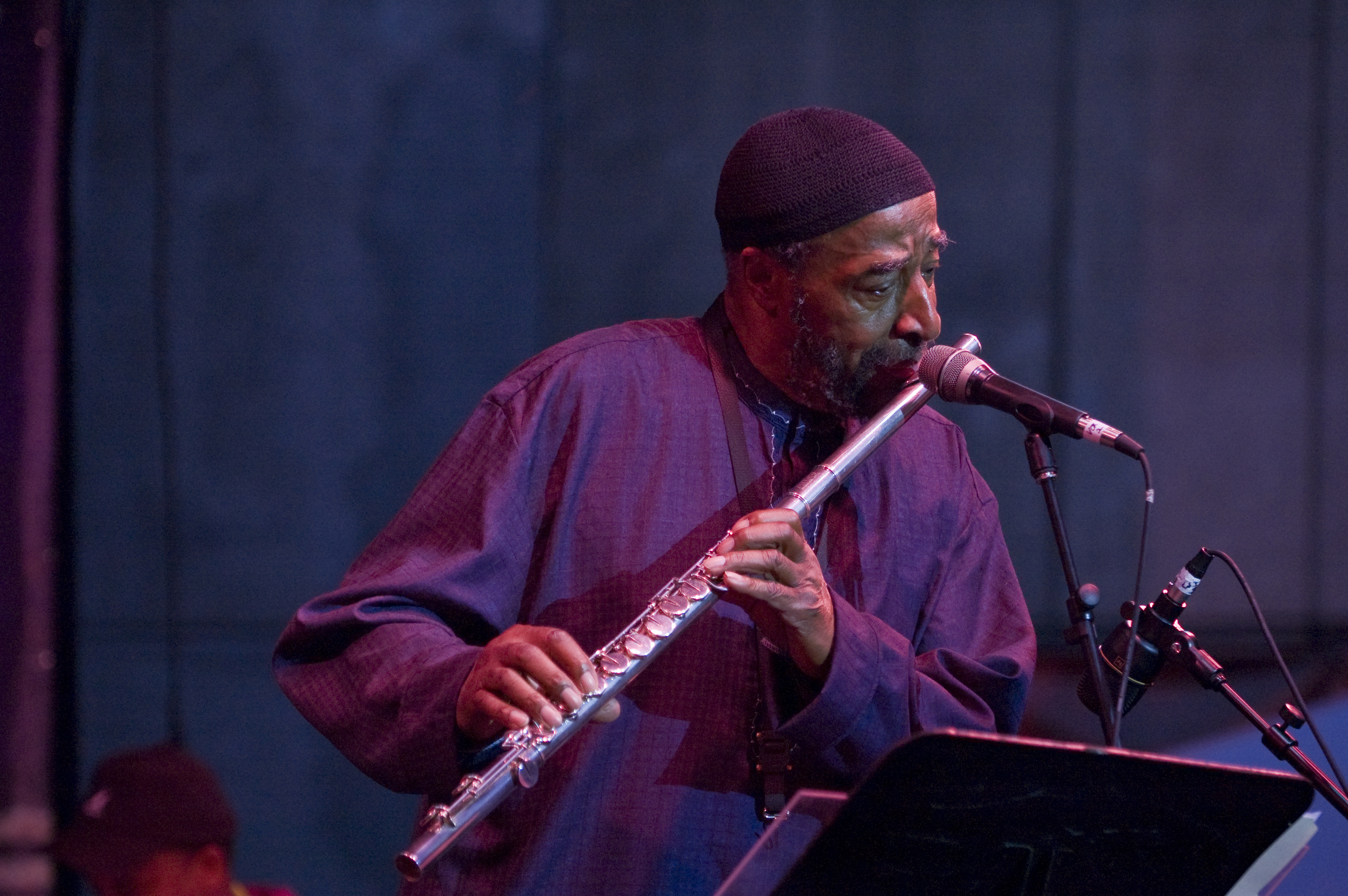
Yusef Lateef (2007)

Jazzflöte bezeichnet die Rolle der Flöte und ihrer wichtigsten Instrumentalisten im Jazz. Obgleich die Flötenfamilie sehr groß ist, beschränkt sich der Einsatz im Jazz im Wesentlichen auf die Querflöte. Vor allem die Grundform der europäischen Konzert- oder Böhm-Flöte (in der Sopranlage) hat sich in den letzten Jahrzehnten durchgesetzt, daneben werden aber vereinzelt auch die Piccoloflöte und die Instrumente in Alt-, Tenor- und vor allem Basslage eingesetzt.

## Ursprünge der Verwendung der Flöte im Jazz

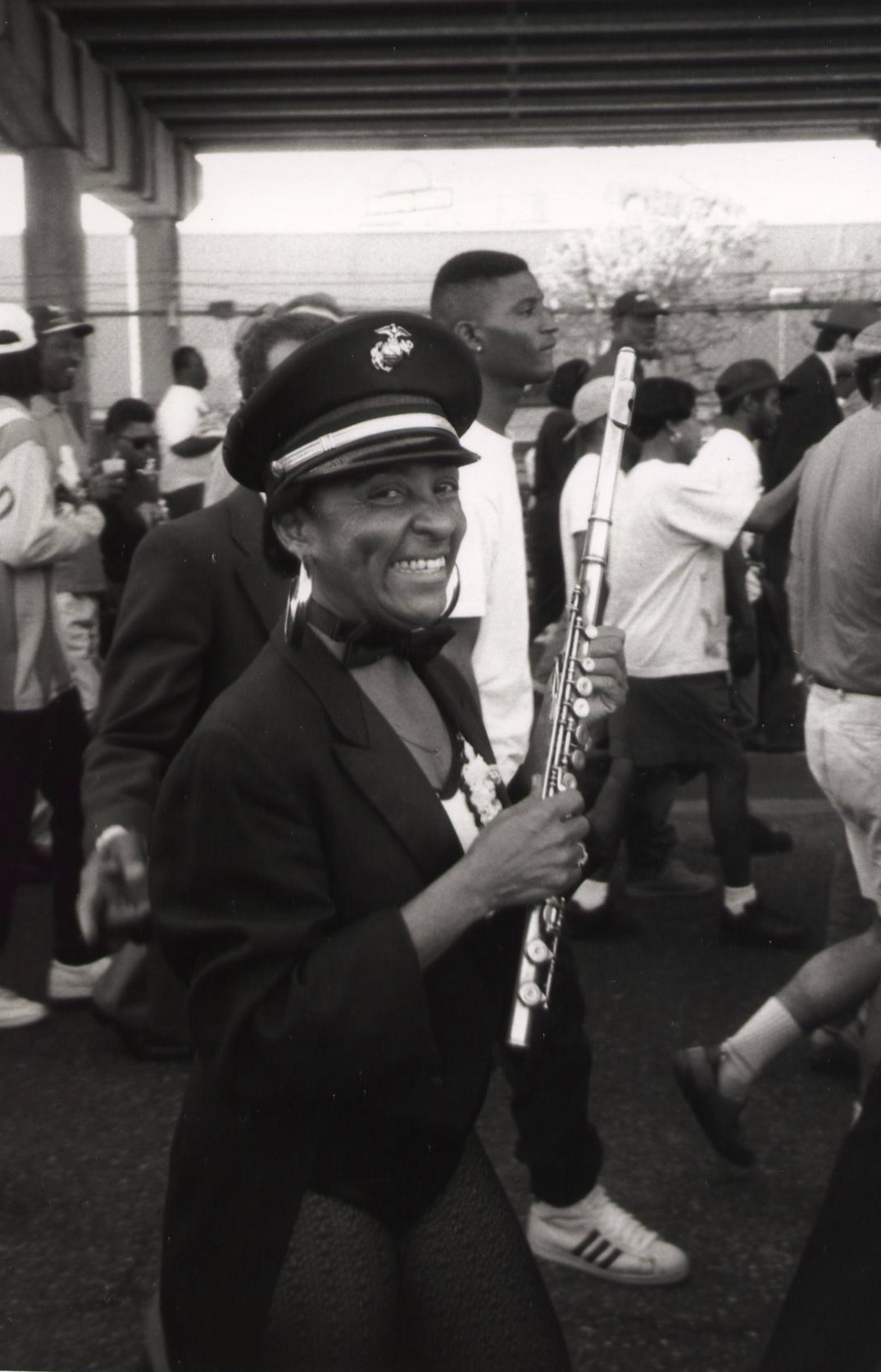
Flötenspielerin auf der Beerdigung von Danny Barker in New Orleans (1994, vermutlich Anita Marge Bowers)

Jazzmusik wird im Vergleich zu klassischer Kammermusik relativ laut aufgeführt. Das liegt einerseits am fast immer begleitenden Schlagzeug, das eine gewisse Grundlautstärke mit sich bringt, andererseits aber auch daran, dass Jazzmusik anfangs kaum im kammermusikalischen Kontext, sondern in Dance Halls und ähnlichen Aufführungsorten dargeboten wurde, wo einfach laut musiziert werden musste, um den gesamten Saal zu erreichen. Da die europäische Konzertflöte ein Instrument mit dynamisch stark limitierten Möglichkeiten ist und einen weniger obertonreichen Klangcharakter hat als beispielsweise das Saxophon, konnte sie erst im Zuge der sich verbessernden Verstärkertechnik im Jazz effektiv eingesetzt werden. Aus diesem Grund wurden im frühen Jazz Flöten selten benutzt. 
Zu einem der Begründer der Jazzflöte wird der in Kuba geborene Alberto Socarrás gezählt, als er in den 1920er Jahren auf dem Höhepunkt der Harlem Renaissance mit dem amerikanischen Pianisten Clarence Williams Aufnahmen für das Okeh-Label machte. Ein Flöten- und Piccoloflöten-Spezialist namens Flutes Morton spielte regelmäßig im Sunset Cafe in Chicago Mitte der 1920er Jahre. Der erste Flötist, von dem Aufnahmen existieren, war der Kubaner Alberto Socarras („Shooting the Pistol“ mit dem Clarence Williams Orchestra, 1927 und Lizzie Miles’ „You're Such a Cruel Papa to Me“ 1928), von dem interessante Phrasierungen aus dem Charango übernommen wurden. Die Tradition der Flöte im Jazz wird verankert durch Wayman Carver (1905–1967), der die Querflöte in einer Aufnahme von Loveless Love mit Dave Nelson (1931) und dann in Benny Carters Oktett für die Einspielung Devil’s Holiday im Oktober 1933 verwendete. Chick Webb verwendete gelegentlich das Flötenspiel Carvers in seinem Orchester (1934–1940) als Klangfarbe. Auch Harry Klee setzte bereits in der Swing-Ära ab 1944 gelegentlich die Flöte ein, so bei Ray Linn (1944) und Boyd Raeburn (1946). 1946 verwendete auch sein Nachfolger Ethmer Roden im Orchester von Boyd Raeburn das Instrument. Esy Morales setzt 1947 mit seinem eklektizistischen Solo in seiner Jungle Fantasy bereits zahlreiche Techniken ein, die später wiederentdeckt wurden. Insgesamt erscheinen aber die damaligen Versuche, die Konzertflöte im Jazz einzusetzen, aus heutiger Perspektive seltsam; sie haben auch keinen nachhaltigen Eindruck hinterlassen.

## Traditionslinien der Jazzflöte
Frank Wess (1922–2013) war wohl einer der ersten nennenswerten Flötisten, der schon in den 1940er Jahren, beeinflusst vom Tenorsaxophonisten Lester Young, erste Versuche unternahm, die Flöte als Solo-Instrument zu verwenden, wie in der Basie-Band der 1950er Jahre und in ersten Aufnahmen unter eigenem Namen für Savoy Records mit Milt Jackson, Hank Jones und Kenny Clarke (Opus de Jazz), die Berendt als seine interessantesten Flöten-Soli wertet. Dabei bezieht er sich immer deutlich auf den Blues.
Etwa 1947 erhielt Charlie Parker eine Querflöte geschenkt und beschäftigte sich auch mit dieser. Es sind aber keine Aufnahmen von ihm auf dem Instrument bekannt. 1949 spielte Jerome Richardson (1920–2000) als erster Musiker im Modern Jazz ein Solo auf der Flöte ein („Kingfish“, 1949). Mit seinem „unmittelbaren, vitalen Bop-Feeling“ trug er dazu bei, das Instrument durchzusetzen. Seine Stellung als Instrumentalist erlaubte auch den Einsatz der Klangfarbe in den Orchestern von Oliver Nelson, Gil Evans/Miles Davis, Quincy Jones, Charles Mingus und später im Thad Jones/Mel Lewis Orchestra.
Anfang der 1950er Jahre waren nicht nur mit verbesserten Mikrophonen, Verstärkern und Lautsprechern die Möglichkeiten vorhanden, um den Flötenklang besser hervortreten zu lassen. Gleichzeitig traten weitere Musiker in Erscheinung, die dazu beitrugen, die Jazzflöte, die vorher eher ein Kuriosum war, zu etablieren. An der Westküste ist hier zunächst Buddy Collette zu nennen, der auch als Studiomusiker arbeitete und sich dem Instrument bereits seit 1946 zugewendet hatte, weil er den Sound der Konzertflöte mochte. Duke Ellington bat ihn mehrfach, als Flötist mit seinem Orchester aufzutreten, was aber aus Termingründen scheiterte. Collette machte später im Ensemble von Chico Hamilton und mit der Bigband von Buddy Rich Aufnahmen. Er war der Erste, der die ganze Familie der Konzertflöte im Jazzkontext präsentierte. Auf dem Album Collette’s Swinging Shepherds (1959) stellte er zudem mit Bud Shank (1926–2009), Harry Klee und Paul Horn (1930–2014) ein Quartett von Flötisten zusammen.
Bud Shank gilt heute vielen als wichtigster Flötist des West Coast Jazz; er ging aus dem Stan-Kenton-Orchester hervor und hatte dort bereits 1950 in dem Titel „In Veradero“ ein – allerdings damals kaum beachtetes – Solo gespielt. Neben der Konzertflöte verwendete Yusef Lateef (* 1921) auch weitere Flöten, etwa die im Jazz ungewöhnliche Nay, die Korkflöte, die slowakische Hirtenflöte Fujara sowie viele Bambusflöten und verarbeitete schon früh arabische und orientalische Einflüsse. Sam Most und Sahib Shihab waren die ersten Jazzmusiker, die das Instrument „growling“ gespielt haben. Beim Growling entsteht durch gleichzeitiges Summen oder Singen desselben oder eines z. B. eine Terz höheren Tones Mehrstimmigkeit. Dadurch gewinnt die Jazzflöte an Intensität, was einer der Gründe ist, dass sie mit den Saxophonen mithalten konnte. Auch der Saxophonist James Moody (1925–2010) nahm diese neue Technik in seinem Flötenspiel auf und änderte sie noch ab, indem er während des Spiels einzelne Silben sprach.

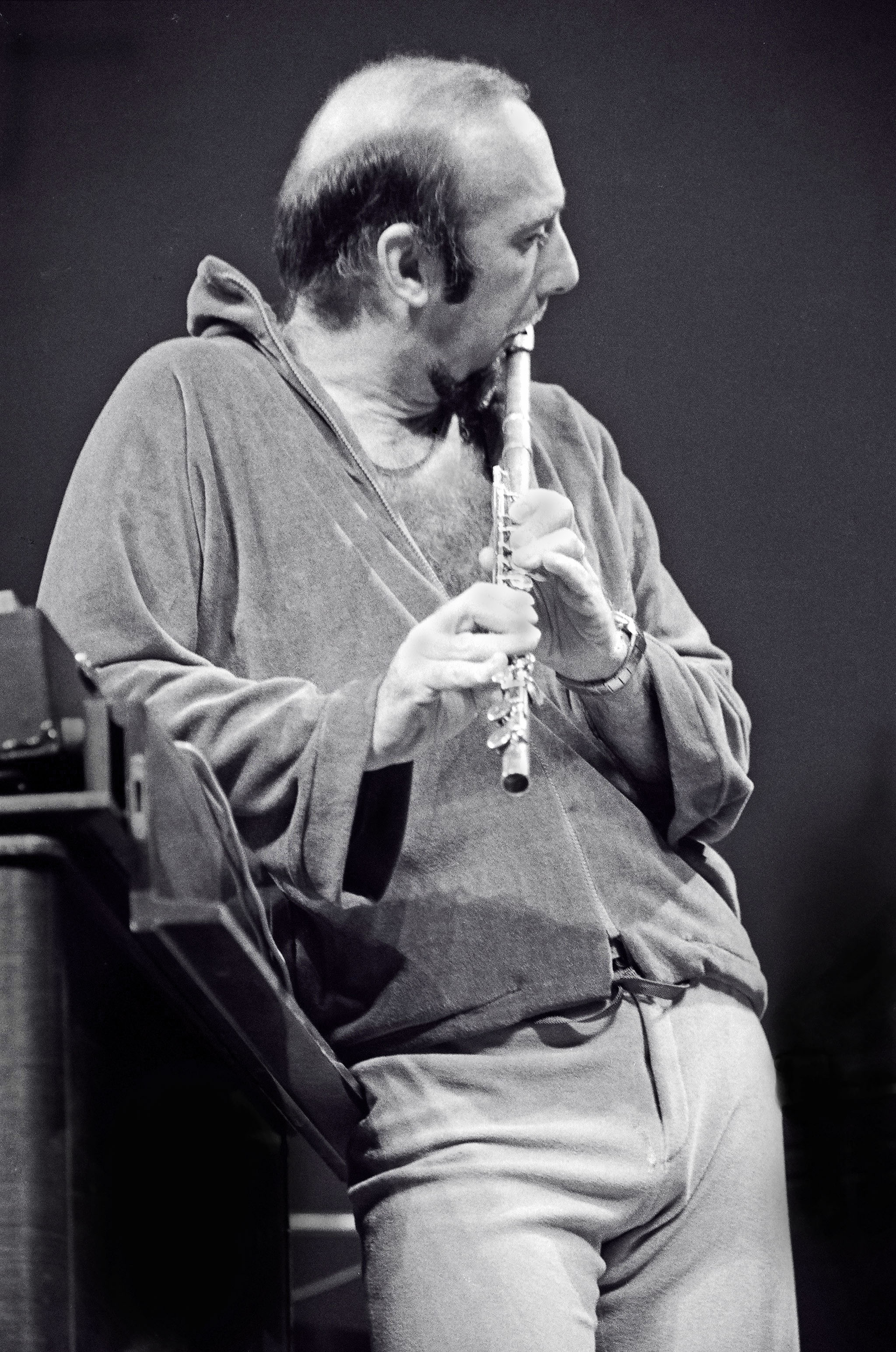
Herbie Mann (1975)

Im Dezember 1956 bekam die Flöte zum ersten Mal eine eigene Abteilung im Reader’s Poll der amerikanischen Jazzzeitschrift Down Beat. Vorher wurde die Flöte im Kapitel „Miscellaneous Instruments“ (sonstige Instrumente) mit allen anderen Holzblasinstrumenten, ausgenommen die Saxophonfamilie und die Klarinette, geführt.
Seit ungefähr dieser Zeit gibt es auch Musiker, die sich auf die Flöte konzentrierten. Hier ist zunächst Herbie Mann (1930–2003) zu nennen, der 14-mal hintereinander von 1957 bis 1970 die Leserpolls des Magazins Down Beat anführte; auf den nächsten Plätzen folgten ihm zunächst Musiker wie James Moody und Yusef Lateef. Mann, der mit reichem Vibrato blies und dabei die Überblastechnik vermied, spielte auch Duette mit Buddy Collette (Flute Fraternity) ein und mit dem belgischen Flötisten und Saxophonisten Bobby Jaspar (Flute Souffle). In den 1960er Jahren nahm er häufig im Latin Jazz, aber auch im Easy-Listening-Kontext auf, bevor er 1969 mit seinem Album Memphis Underground (mit den Gitarristen Larry Coryell und Sonny Sharrock) den Anschluss an die zeitgenössische Rockjazz-Bewegung herstellte. Insbesondere Paul Horn, der – wie nach ihm noch Eric Dolphy (1928–1964) und Charles Lloyd (* 1938) – im Quintett von Chico Hamilton bekannt wurde, konzentrierte sich ähnlich wie Herbie Mann auf die Querflöte. Horn setzte die Konzertflöte erstmals ohne Begleitung durch andere Instrumentalisten bei seinen Aufsehen erregenden und als Album dokumentierten Konzerten im indischen Taj Mahal (1968) und in der Cheops-Pyramide (1976) ein.
Auch Saxophonisten des modalen Jazz und Avantgarde Jazz nutzen die Konzertflöte: Eric Dolphy, Prince Lasha, Sam Rivers und James Spaulding (der aber sein erstes Flötensolo auf einem Album des Soulsängers Jerry Butler spielte). Die Möglichkeiten des Instrumentes für den Free Jazz zeigte insbesondere der früh verstorbene Eric Dolphy (1928–1964) auf, der orientiert an den für Interpretationen Neuer Musik (insbesondere von Severino Gazzelloni) entwickelten Instrumentaltechniken tonale Beiträge leistete. Dolphy setzte außerdem, wie unter anderem auch an seinen Trillern zu erkennen ist, Sequenzen aus dem Vogelgesang in seinem Flötenspiel um. Ein Stück weit sind ihm auf dem Instrument Prince Lasha und sein Schüler Lloyd McNeill gefolgt. Dolphys Flöte wurde an John Coltrane vererbt, der sie auf seinem Album Expression verwendete.
Roland Kirk (1936–1977) probierte sehr exotische Instrumente aus der Flötenfamilie, bis hin zur Nasenflöte, aus. Insbesondere aber stellte er auf der Konzertflöte die Überblastechnik ins Zentrum seines Spiels; Kirk sang nicht nur – wie seine Vorgänger – in sein Instrument hinein, sondern sprach auch hinein und schrie, zunächst auf dem Titel „You Did It, You Did It“ (auf We Free Kings, 1961). Teilweise verwendete er auch schon Klappengeräusche und spielte gleichzeitig die durch die Nase geblasene Nasenflöte. Berendt schrieb dazu: „Es schien manchmal, als ob die verschiedenen Sounds, die da simultan entstanden, in verschiedenen Richtungen explodierten.“ Insbesondere die Überblastechnik popularisierte Kirk, indem er auch aktuelle afroamerikanische Hits in sein Repertoire aufnahm (z. B. „Ain’t No Sunshine“ oder „My Girl“ auf dem Album Blacknuss, 1971), und hatte einen großen Einfluss auf zahlreiche Flötisten auch im Rockbereich, z. B. Ian Anderson (Jethro Tull) oder Thijs van Leer (Focus), die das Instrument aufgrund der aus dem Jazzbereich stammenden Tongebung popularisierten. Kein anderes Blasinstrument wurde in der frühen Rockmusik so häufig verwendet wie die Querflöte.
Ein weiterer wichtiger Flötist dieser Zeit war Robin Kenyatta; 1970 spielte er für das ECM-Label das Album The Girl from Martinique ein, mit Wolfgang Dauner, Arild Andersen und Fred Braceful. Ab den 1970er Jahren leistete der Saxophonist Lew Tabackin in der Toshiko Akiyoshi - Lew Tabackin Big Band wichtige Beiträge auf dem Instrument, setzte die Flöte aber zuvor schon im Combo-Kontext ein.
Hubert Laws (* 1939), der seit 1968 als Flötist in klassischen Symphonieorchestern wirkte, spielte ab 1971 mit McCoy Tyner und Chick Corea, aber auch im Jazzrock-Bereich mit Weather Report und eigenen Gruppen (mit George Benson) mehrere Alben ein, die ihm hohe Aufmerksamkeit sicherten und dazu führten, dass er Herbie Mann im Down Beat-Poll ablöste.
Neben Hubert Laws und Herbie Mann waren vor allem Jeremy Steig, Joe Farrell (1937–1986) in der ersten Ausgabe von Chick Coreas Formation Return to Forever 1972 sowie Ernie Watts und später Bobbi Humphrey, Alexander Zonjic und Dave Valentin für Rockjazz und Fusion wichtige Flötisten. Wo Kirk in einer vitalisierenden Weise die gesamte Jazztradition durchforstete und erweiterte, beschränkte sich Jeremy Steig (1942–2016) zunächst bewusst häufig auf Blueslinien. Er hat aber mit dem Trio von Bill Evans einige der schönsten Flötenaufnahmen eingespielt, die jemals im Jazz produziert wurden (What’s New, 1969). Steig, der erstmals elektronische Hilfsmittel wie Wah-Wah und Echo verwendete und wie Kirk das Instrument mit seiner 1960er-Band Jeremy and the Satyrs in der Fusion-Bewegung popularisierte, konzentrierte sich dann mehrere Jahrzehnte lang auf Kompositionen des Fusionjazz. Technisch erweiterte er die „Palette moderner Ausdrucksmittel: Flatter- und Tripelzunge, eruptives Überblasen, Summen und Singen durch das Instrument hindurch, Einbeziehung von Klappen- und Atemgeräuschen, Tonverfremdungen stehen bei ihm im Dienst einer emotional berstenden Musik.“ Ein Teil dieser Flötisten ist eher von Kirk beeinflusst, andere wie Humphrey, Zonjic oder Valentin eher von Herbie Mann und Hubert Laws.

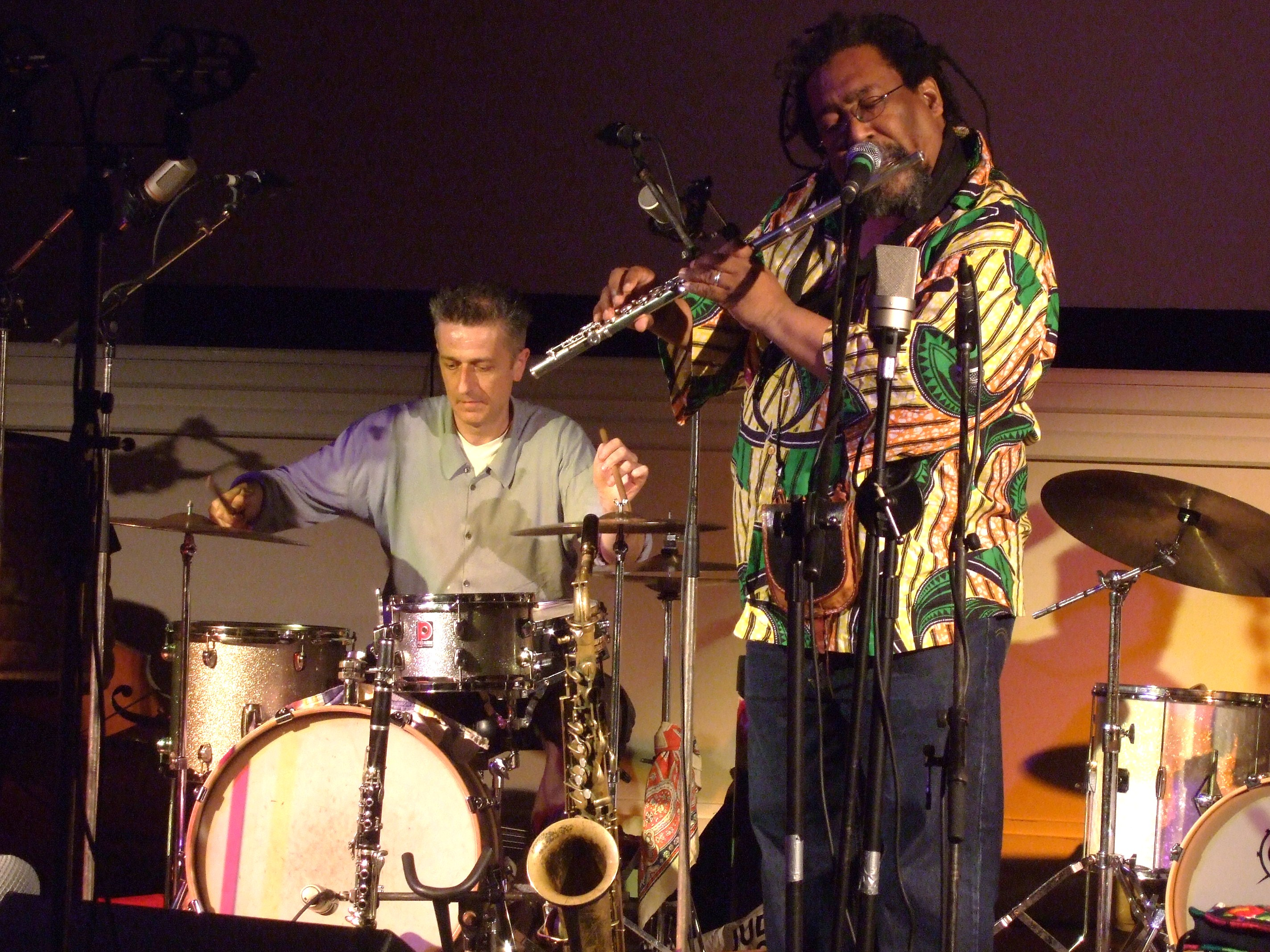
Sabir Mateen (mit Steve Noble 2008)

Dagegen sind Musiker des Modern Creative wie Marty Ehrlich (* 1955), Chico Freeman (* 1949), Roscoe Mitchell (* 1940), Julius Hemphill (1940–1995), Henry Threadgill (* 1944), Gary Thomas (* 1961), Oliver Lake (* 1944), John Purcell, James Newton (* 1953), Jane Bunnett (* 1956), Adele Sebastian und Nicole Mitchell als Flötisten von Dolphy geprägt; Newton studierte wie bereits Dolphy und Lloyd beim Cool-Jazz-Flötisten Buddy Collette und war einer der wenigen, die die Flöte zum Hauptinstrument machten. „Viele Dinge, die ich spiele und bei denen ich meine Stimme einsetze, stehen in Beziehung zu der Art, wie die Blechbläser im Ellington Orchester growlen.“
Herausragende europäische Flötisten der 1960er und 1970er Jahre waren Chris Hinze, Jiří Stivín, Emil Mangelsdorff, Simeon Shterev, Harold McNair, Ronald Snijders, Bob Downes, Barbara Thompson oder Dieter Bihlmaier. Später folgten Musiker wie Peter Guidi, Michael Heupel, Krzysztof Popek, der in Deutschland lebende Charles Davis oder Tilmann Dehnhard. Davis hat nach dem Vorbild der Saxophonquartette ein Flötenquintett Four or More Flutes gegründet.

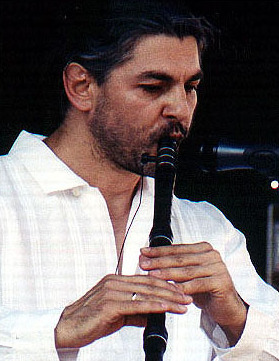
Theodosii Spassov auf der Kavalflöte

Im Bereich des Ethno-Jazz führt Berendt den japanischen Shakuhachi-Spieler Hōzan Yamamoto an, der die klassische Bambusflöte mehrfach im Jazzkontext benutzte, etwa in seiner Zusammenarbeit mit Tony Scott (Music for Zen Meditation) oder mit der Sängerin Helen Merrill und dem Perkussionisten Masahiko Togashi. Don Cherry verwendete Flöten aus unterschiedlichen Kulturen. Jiří Stivín setzt neben der Böhmflöte in C ein ganzes Arsenal von Bambusflöten ein, aber auch Kugelschreiber mit Löchern und Blockflöten. Auch der brasilianische Multiinstrumentalist Hermeto Pascoal verwendete die Flöte „mit geradezu besessener Intensität“ Chris Hinze hat sich zunehmend ethnisch geprägtem Jazz und auch der Begegnung mit Flötisten aus anderen Kulturen wie dem indischen Bansuriflötisten Raghunath Seth gewidmet. Steve Gorn setzt die Bansuri flüssig im Jazzkontext ein. Theodosii Spassov greift auf die Kaval seiner bulgarischen Heimat zurück. Max Cilla machte sich daran, die Bambusflöte als Teil der karibischen Musiktradition wiederzubeleben.
Wichtiger Flötist der improvisierten Musik ist Robert Dick, der sich intensiv mit der Verwendung der Zirkularatmung auf dem Instrument beschäftigt hat; auch hat er ein spezielles Mundstück entwickelt, das es erlaubt, extreme Glissando und Wahwah-Effekte zu erzeugen. Er spielte im Trio New Winds, mit dem Altsaxophonisten Ned Rothenberg oder der Pianistin Ursel Schlicht; Dick benutzt auch die F-Kontrabass-Flöte.
In den letzten Jahren wurde die Spieltechnik um das Beatboxing erweitert, das in Kombination zu Überblasen, Flatterzunge oder Multiphonics eingesetzt wird, etwa von Dirko Juchem, Greg Pattillo, Nathan „Flutebox“ Lee und Ludivine Issambourg. Michele Gori hat seit 2012 in Solokonzerten mit Hilfe einer Loop-Station Flöten in verschiedenen Lagen kombiniert.

## Tongebung und aktuelle Stellung

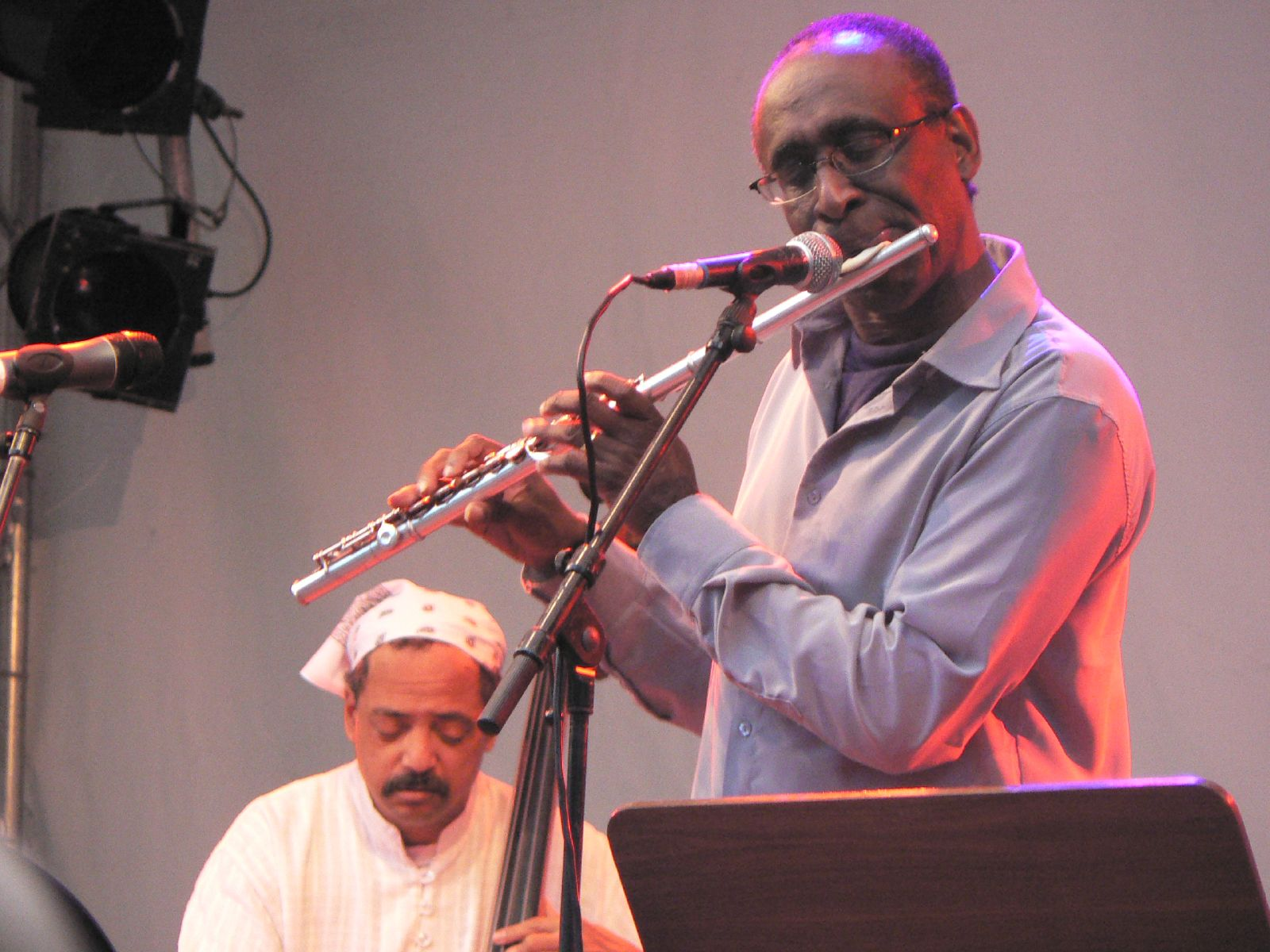
Ronald Snijders mit Bassist Jaribu Shahid (2007)

Fast immer wird die Jazzflöte mit viel Luft geblasen. Das klassische Tonideal des möglichst nebengeräuschfreien, schlanken Tons wird hier aufgegeben zugunsten eines persönlichen Sounds, der sich im Jazz anscheinend besser als Träger musikalischen Ausdrucks eignet als ein glatter, sauberer Ton. Dabei kann man tonlich völlig verschiedene Konzeptionen feststellen; so hat Eric Dolphy einen harten, fast schrillen Ton verglichen mit James Moodys flauschiger, warmer und Jeremy Steigs sandig verrauschter Tongebung. Bei Kent Jordan, dessen Ton am nächsten an das klassische Tonideal heranreicht, lässt sich vermuten, dass aus ebendiesen Gründen sein Solospiel etwas langweiliger, weil weniger ausdrucksvoll erscheint. Rahsaan Kirks Spielweise dagegen wäre ohne seine „dreckige“ Tongebung völlig undenkbar.
Ausschließlich Flöte spielen Jeremy Steig, Hubert Laws, James Newton, Chris Hinze, Kent Jordan, Roland Snijders, Dave Valentin, Andrea Brachfeld, Bill McBirnie, Michele Gori, Holly Hofmann, Michael Heupel, Steve Kujala, Nicole Mitchell, Néstor Torres, Ali Ryerson, Stephanie Wagner, Dieter Weberpals, Mark Alban Lotz, Daniel Manrique-Smith, Ludivine Issambourg, Isabelle Bodenseh, Stefano Benini, Linda Jozefowski, Conni Trieder, Vincent Bababoutilabo, Anne Drumond und Ben Zahler. Zusätzlich zu bisher bereits genannten Saxophonisten, die Flöte als Nebeninstrument spielen, sind noch Don Burrows, Jim Pepper, Esa Pethman, George Adams, Bennie Maupin, David Liebman, Dudu Pukwana, Bruce Grant, Jerry Dodgion, Steve Slagle, John Stubblefield und Stan Strickland zu erwähnen.
Im direkten Vergleich lässt sich zwischen den „hauptamtlichen“ Flötisten und denen, die auch andere Holzblasinstrumente spielen, kein relevantes Qualitätsgefälle ausmachen. Zwar spielen James Newton, Hubert Laws und Kent Jordan tonlich sehr sauber, vom Standpunkt der Virtuosität betrachtet musizieren aber einige Musiker beider Gruppen auf gleich hohem Niveau. Unterschiede liegen vor allem im Ausnutzen einiger Besonderheiten des Instruments (z. B. im bewussten Einsatz von Klappengeräuschen oder Hilfsgriffen für das Erzeugen von Spaltklängen).

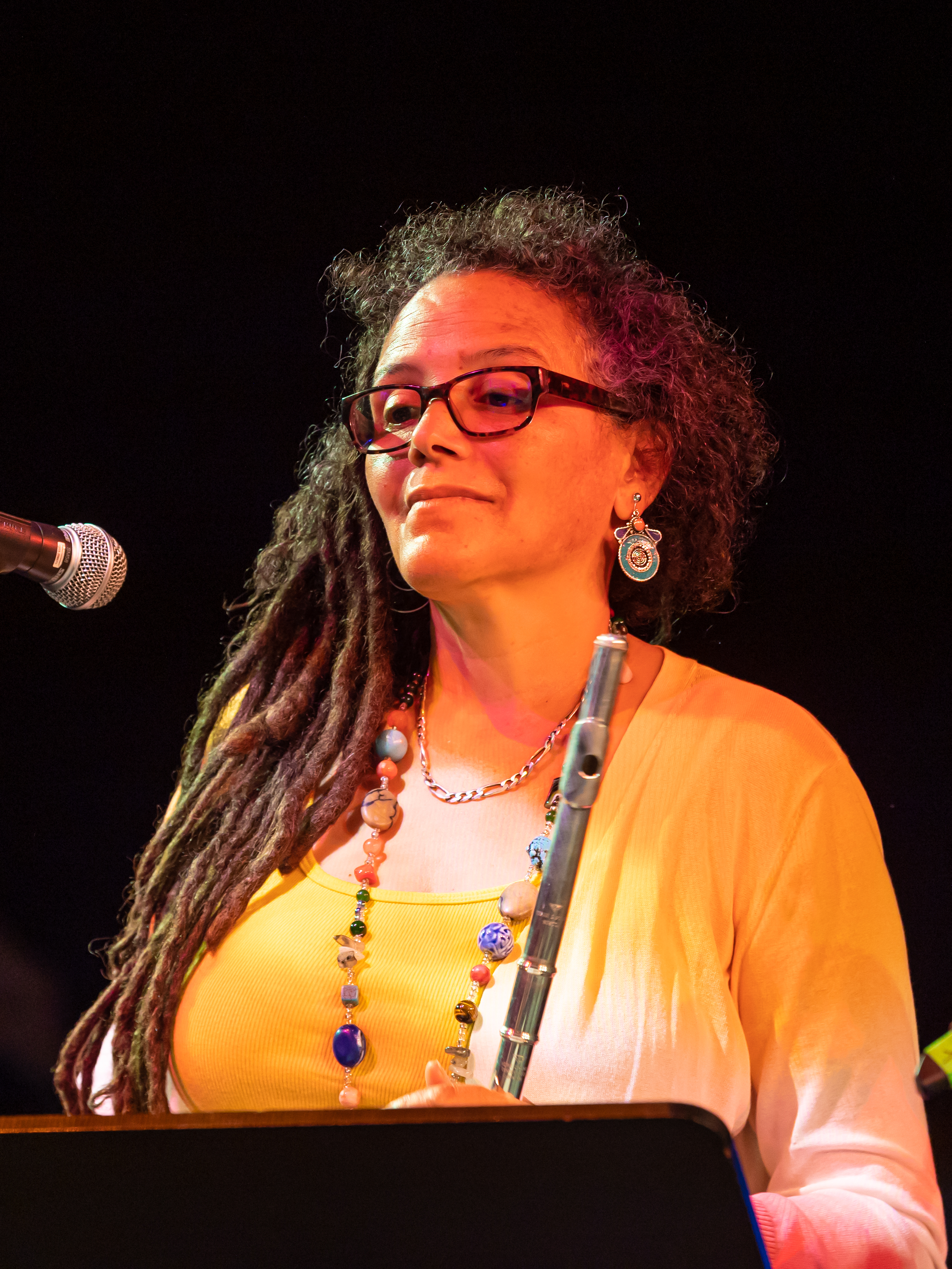
Nicole Mitchell (Moers Festival 2022)

Im Bigband-Sound spielt die Konzertflöte in der Sopranlage immer noch für Koloratureffekte eine Rolle, so dass viele Saxophonisten wie etwa (in der WDR-Big Band) Karolina Strassmayer dieses Instrument pflegen. Selten kommen hier auch die Alt- oder die Tenorflöte zum Einsatz. Im aktuellen Jazzgeschehen spielt die Flöte hingegen eine eher untergeordnete Rolle. Spielten in den 1960er und 1970er Jahren zahlreiche Saxophonisten noch Flöte als Nebeninstrument, so ist diese heute im Bereich des Modern Creative durch die Bassklarinette verdrängt worden.

## Wichtige Jazzflöten-Alben
(Quelle:)
- Flute Force 4: Flutistry (Black Saint, 1978, mit Henry Threadgill, James Newton, Pedro Eustache, Melecio Magdaluyo)
- Jane Bunnett (mit Orlando „Maraca“ & Celine Valle, Richard Egues): Havana Flute Summitt (Naxos Jazz, 1998)
- Benny Carter (mit Wayman Carver): Benny Carter – The Complete Recordings 1930–1940 (Charly/Affinity)
- Chick Corea (mit Steve Kujala): Again and Again. The Joburg Sessions (Elektra/Musician, 1982)
- Buddy Collette’s Swinging Shepherds (EmArCy 1958, mit Paul Horn, Harry Klee, Bud Shank)
- Buddy Collette feat. James Newton Flute Talk (Black Saint, 1988)
- Robert Dick/Ned Rothenberg: Worlds of If (Leo Records, 1994)
- Marty Ehrlich: Pliant Plaint (Enja, 1987)
- Flutology: First Date (mit Holly Hofmann, Frank Wess, Ali Ryerson) (Capri, 2003)
- Flute Summit: Jamming at Donaueschingen Music Festival (mit Jeremy Steig, James Moody, Sahib Shihab, Chris Hinze) (Atlantic, 1974)
- Dave Holland (mit Sam Rivers): Conference of the Birds (ECM, 1972)
- Freddie Hubbard (mit James Spaulding): Hub-Tones (Blue Note, 1962)
- Roland Kirk: I Talk with the Spirits (Limelight/Mercury 1964)
- Oliver Lake: Expandable Language (Black Saint, 1984)
- Yusef Lateef: Other Sounds (Ne Jazz/OJC, 1957)
- Yusef Lateef: The African American Epic Suite – Music for Quintet and Orchestra (ACT, 1993)
- Herbie Mann: Herbie Mann Plays (Bethlehem Records, 1954/56)
- Emil Mangelsdorff: Meditation (L&R, 1986–1994)
- Nicole Mitchell Indigo Trio & Michel Edelin: The Ethiopian Princess Meets the Tantric Priest (RogueArt, 2011)
- James Newton: Axum (ECM, 1981) solo
- Ali Ryerson JazzFluteBigBand: Game Changer (Capri 2013, mit Marc Adler, Jamie Baum, Fernando Brandao, Andrea Brachfield, Bob Chadwick, Holly Hofmann, Kris Keith, Hubert Laws, Paul Liebermann, Néstor Torres)
- Jeremy Steig & Eddie Gomez: Outlaws (Enja, 1976)
- Billy Taylor: With Four Flutes (Riverside, 1959, mit Phil Bodner, Herbie Mann, Seldon Powell, Jerome Richardson, Jerry Sanfino, Bill Slapin oder Frank Wess)
- Barbara Thompson: Paraphernalia (MCA, 1977)
- Frank Wess: Trombones and Flute (Savoy Records, 1956)